# Simpang Nibung Rawas
Simpang Nibung Rawas is een bestuurslaag in het regentschap Musi Rawas van de provincie Zuid-Sumatra, Indonesië. Simpang Nibung Rawas telt 1299 inwoners (volkstelling 2010).